# Closos de Can Gaià
El jaciment dels Closos de Can Gaià és un poblat de navetes (navetiformes) de l'edat del bronze, fase naviforme. Està situat en el llevant de Mallorca, als encontorns de Portocolom (terme de Felanitx).
El jaciment fou documentat a partir del principi del segle xx, especialment gràcies a Miquel Bordoy Oliver. L'any 1967, els doctors Otto Herman Frey i Guillem Rosselló Bordoy començaren feines de neteja, i posteriorment de planimetria i documentació fotogràfica. L'any 1996, el laboratori de prehistòria de la UIB emprèn un projecte d'investigació (anomenat projecte Closos), que encara continua avui dia.

## Cronologia
El poblat fou construït cap al 1700 aC, al començament de l'edat del bronze a Mallorca. Fou habitat fins que s'abandonà, de manera ininterrompuda, cap al 850 BC, moment en què el primers talaiots ja eren en funcionament.
Posteriorment a aquesta data, però, s'han documentat diferents activitats en els seus voltants al llarg dels anys. Entre aquestes utilitzacions esporàdiques, destaquen les que es feren durant l'ocupació romana d'Orient de Mallorca, en el període islàmic i en època moderna.

## L'entorn natural
La zona presenta un relleu molt homogeni, on la característica més important és l'alternança de zones planes entre la costa (a 700 metres) i una serra de baixa alçada.
Els terrenys que l'envolten es caracteritzen per ser pedregosos, amb afloraments constants de la roca mare i argiles molt vermelloses, que formen les terres més típiques de la zona. Les condicions climàtiques tenen com a constant més important l'escassetat de pluges, fenomen que dona lloc a una vegetació de garriga baixa, amb pocs pins i molts ullastres, llentiscles, romaní i altres espècies pròpies de la garriga mediterrània. Però, tant els continus treballs agrícoles que es dugueren a terme fins a mitjans del segle XX com la recent i sostinguda urbanització de l'àrea, han destruït bona part de la vegetació de la zona.

## El poblat
Fins ara, s'hi han descobert un total de nou estructures de construcció ciclòpia ubicades de manera dispersa. Probablement n'existiren més, com així es pot intuir per alguns trams de murs a la perifèria del nucli central.
Les orientacions de les navetes són sud-sud-est, per tal d'aprofitar al màxim les hores de llum solar. És probable que el poblat fos més extens i amb més estructures, ja que s'han trobat restes de murs ciclopis reutilitzats en les proximitats.
Dels conjunts existents, s'ha excavat completament el conjunt I, ara en procés d'estudi, i parcialment el conjunt II.

### Conjunts arquitectònics

#### Conjunt I
El conjunt I està format per la naveta I, un edifici amb planta en forma de ferradura de 16 m de longitud i 7 d'amplada, construït amb tècnica ciclòpia. Els murs fan de 2 a 3 metres d'amplada i, actualment, sols conserven 1,5 m d'alçada, encara que durant el seu període d'ús pogué assolir els 3 m. Els murs exteriors conserven grans carreus poligonals encastats en sec, mentre que a la cara interna del mur el parament és de tècnica més refinada, amb pedres petites i molt ben llavorades. La cobertura, avui desapareguda, probablement estava feta de brancatge i argila.

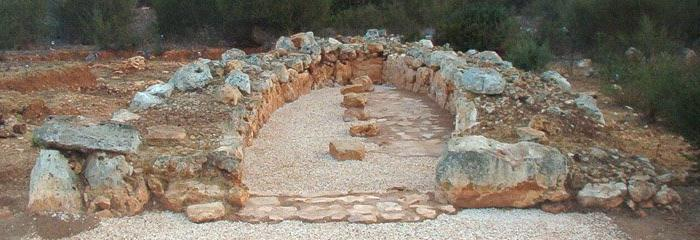
Naveta I

S'hi han observat dues fases diferenciades d'ocupació. En una primera fase (1750-1500 aC), l'edifici, a més d'habitatge, també funcionava com a espai públic, probablement lloc de reunió o plaça pública. En una segona fase (1500-920 aC), l'edifici és objecte d'una reforma. S'hi construeixen longitudinalment quatre pilars, que servirien com a bases d'un altell. Es divideix l'espai interior amb separacions transversals i longitudinals. També es remodela l'entrada, reduint de manera considerable l'amplada, i s'hi afegeix un enllosat. Així, sembla que la naveta passà a ser exclusivament lloc domèstica i adquireix un caràcter més privat.

#### Conjunt II
El conjunt II està format per la naveta II, actualment en procés d'excavació, i per tota una sèrie d'estructures, probablement tallers. 

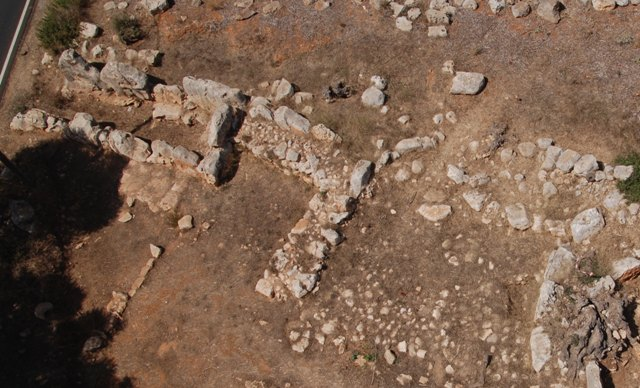
Detall de les estructures IIA, IIB i IIC

En un principi, s'identificà com una naveta simple de 16,30 m de longitud i 3,20 d'amplada, amb una cambra de 13,20 m de llargada. Poc temps després, es considerà com un edifici paral·lel a les tombes dels gegants de Sardenya.
Adossat a la part sud de l'absis d'aquesta, neix un mur d'uns 30 m de llargada en direcció sud. A la vegada, a aquest mur, s'hi adossen en bateria fins a quatre habitacions de tendència rectangular (IIA, IIB, IIC, IID), de diferents tècniques constructives. Podrien haver funcionat com a edificis de feina comunal o tallers, ja que s'hi han documentat grans quantitats de restes de morters a l'habitació IIB i molins en la IIC. No es coneixen estructures semblants en altres jaciments naviformes de les Balears. Desgraciadament, la construcció de la carretera Portocolom-S'Horta l'any 1965 la va destruir en part.

#### Resta de conjunts
La resta de conjunts estan encara sense excavar.
El conjunt III està format per una naveta doble, o tal vegada triple.
A continuació ve el conjunt IV format per una naveta de planta senzilla.
El conjunt V és format per una naveta de planta doble.
El conjunt VI es troba en molt mal estat, encara que el Dr. G. Rosselló, en el 1959, pogué identificar les restes d'una altra naveta. El 1990, aquest edifici encara sofrí un altre atac i se'n destruí tot el costat est. Les restes que Rosselló observà mesuraven 6,10 m de longitud i 9,20 m d'alçada. L'acceptació d'aquestes mesures s'han de mantenir en reserva per l'avançat estat de destrucció de l'estructura.
El conjunt VII queda poc definit. Es localitzen les restes de murs que, possiblement, ens fan veure l'existència d'altres navetes i, per tant, el poblat seria més extens del que es pot veure avui en dia.
El conjunt VIII ha desaparegut en l'actualitat, ja que quan el 1959 es feu una carretera, tallà en dos el poblat, i es destruí una naveta doble, ja del tot irrecuperable.

## Curiositats
Durant el període que documentava el poblat juntament amb Guillem Rosselló Bordoy, Otto Herman Frey proposà noms per a les navetes, les quals batejà amb els noms de les seves filles. Així, la naveta I l'anomenà Grita; la naveta II, María; la naveta triple del conjunt III, Marghareta; la naveta del conjunt IV, Lore; i la naveta doble del conjunt V, Gerda.